# Basyoun
Basyoun est une commune située dans le gouvernorat de Gharbeya en Égypte.

## Personnalités
- Mohamed Salah, (1992-) un footballeur international.
- Saad El Shazly, (1922-2011) un militaire et diplomate.